# South African Broadcasting Corporation
 (novembre 2017).
Si vous disposez d'ouvrages ou d'articles de référence ou si vous connaissez des sites web de qualité traitant du thème abordé ici, merci de compléter l'article en donnant les références utiles à sa vérifiabilité et en les liant à la section « Notes et références ».
La South African Broadcasting Corporation (en afrikaans : Suid-Afrikaanse Uitsaaikorporasie ; litt. Compagnie sud-africaine de télédiffusion) est la compagnie de radio et de télévision de la république d'Afrique du Sud. Basée à Johannesburg, elle opère trois chaînes de télévision (SABC 1, SABC 2 et SABC 3) ainsi que dix-huit stations de radio nationales et régionales.
Elle succède à la Radiodiffusion sud-africaine (Suid-Afrikaanse Uitsaaiwet) le 1er août 1936 et conserve durant plusieurs décennies un monopole total sur les ondes dans le pays. Elle joue un rôle important dans le développement des médias en Namibie (anciennement Suidwes-Afrika), pays que l'Afrique du Sud occupe jusqu'en 1990.
Longtemps placée sous l'influence du Parti national (Nasionale party) et organisée dans le cadre des lois d'apartheid avec des programmes et des chaines communautaires, elle est réorganisée en profondeur en 1996 pour correspondre aux valeurs de l'Afrique du Sud post-apartheid et prend pour devise « Vuka Sizwe » (Le réveil de la nation).
La South African Broadcasting Corporation est membre associé de l'union européenne de radio-télévision (UER).
Le porte-parole, Kaizer Kganyago, est membre du Comité Consultatif International de l'Organisation de la presse africaine (APO).

## Histoire
Les premières émissions expérimentales de la radio sud-africaine débutent à partir du 18 décembre 1923, sous l'impulsion de la société sud-africaine de chemins de fer (Suid-Afrikaanse Spoorweë). Quelques mois plus tard (1er juillet 1924), celle-ci met en place une équipe technique chargée de la diffusion d'émissions régulières dans la région de Johannesburg. Une expérience similaire est menée par la Cape Peninsula Publicity Association à partir du 15 septembre 1924 dans la région du Cap, puis dans le courant du mois de décembre à Durban par l'intermédiaire de la Durban Corporation. 
Néanmoins, des difficultés économiques liées au nombre restreint d'auditeurs ne tardent pas à mettre en péril les trois stations, qui sont sauvées in extremis par un homme d'affaires, Isidore William Schlesinger. Sous son impulsion, les trois stations s'organisent en une compagnie de radiodiffusion (South-african brodcasting company ou Suid-afrikaanse uitsaaiwet). Celle-ci est nationalisée par le gouvernement du premier ministre de l'époque, le général James B. Hertzog, le 1er août 1936. Elle prend alors son nom actuel, South african broadcasting corporation. 
Diffusant essentiellement en anglais et en afrikaans à l'origine, elle ne laisse que peu de place aux programmes consacrés à la majorité noire. Toutefois, les premières émissions en zoulou, sesotho et xhosa débutent dès 1940. 
En 1948, l'arrivée au pouvoir du parti national se traduit par une politique centrée avant tout sur les attentes et les besoins de la minorité blanche. Ainsi naît le concept d'apartheid, un néologisme traduisant l'idée de « vie à part » ou plus exactement de développement séparé. En mai 1950 naît la première radio commerciale du pays, Springbok Radio. Trois ans plus tard, afin de contenir les populations noires des townships, une radio émettant dans les principales langues bantoues est autorisée à diffuser ses programmes à Johannesburg, puis dans d'autres agglomérations du pays.
Les premières stations de radio régionales et « ethniques » voient le jour dans le courant des années 1960. Parmi les nouveaux programmes voient ainsi le jour Radio Zulu (1960), Radio Lebowa (1962) et Radio Tsonga (1965). Radio Good Hope commence ses émissions dans la région du Cap cette même année. En 1966 naît Radio RSA (Voice of South Africa), le service extérieur de la radiodiffusion sud-africaine, diffusant au départ en anglais, français, néerlandais, allemand, portugais et swahili.
En 1969, le gouvernement se lance dans la création d'une première station de radio dans ce qui est alors le Suidwes-Afrika (actuelle Namibie, alors occupée par l'Afrique du Sud). 
Parallèlement à la création de ces nouveaux médias, la grille des programmes des différentes stations publiques laisse une plus grande place à la musique en vogue à cette époque, même si l'idéologie conservatrice du parti national conduit à restreindre la diffusion des groupes jugés subversifs (Rolling Stones, The Beatles) au profit de groupes moins engagés (Bread).

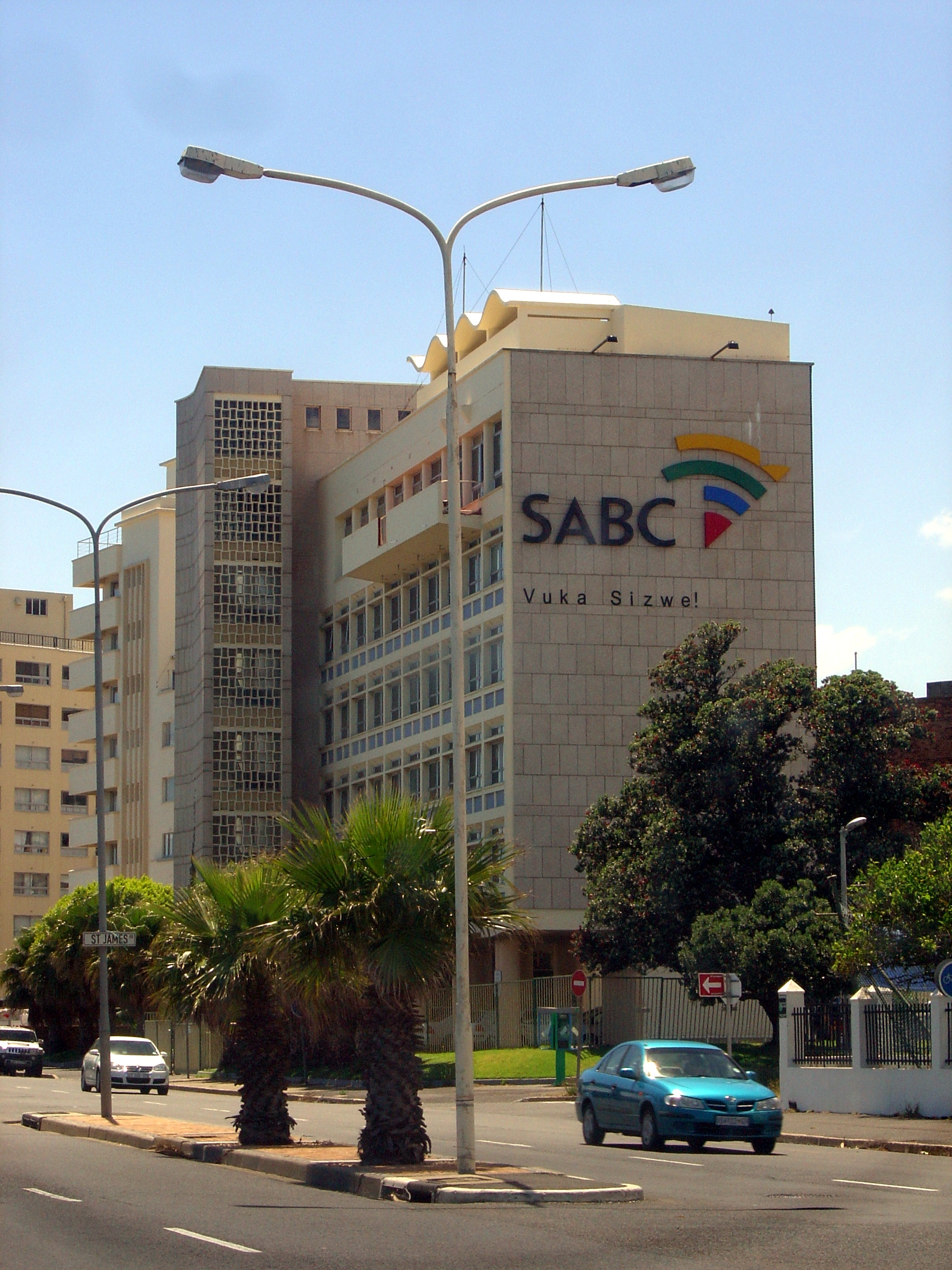
Le bureau local de la SABC à Sea Point (Le Cap)

La création de chaînes de télévision est décidée en 1971. L'introduction de ce nouveau média intervient cependant tardivement, les premiers tests ne débutant pas avant le mois de mai 1975. À l'origine, fidèle à l'idéologie de l'apartheid, le gouvernement envisage la création de deux chaînes de télévision, une pour les blancs (TV 1) et l'autre pour les noirs (TV Bantu). Ce projet étant freiné par des considérations financières, le principe retenu est celui d'une chaîne de télévision unique. Celle-ci naît officiellement le 5 janvier 1976. 
En 1981, le gouvernement institue la Compagnie de radio-télévision du sud-ouest africain (Suidwes-Afrikaanse Uitsaaikorporasie), ancêtre de la radio-télévision namibienne.
L'année suivante, le pays se dote de sa seconde chaîne, reprenant le format « ethnique » envisagé quelques années plus tôt. Au contraire de la première chaîne (TV1), la seconde chaîne (émettant sous différentes appellations en fonction de l'heure de la journée : TV2 et TV3 puis Contemporary Community Values quelques années plus tard) diffuse des programmes spécifiques en zoulou, xhosa, tswana et sotho du Sud. Le slogan de la première chaîne, TV1, indique « Celle-ci est pour vous », émettant des programmes en anglais et en afrikaans, à destination principale des Blancs.
Toutes les chaînes sud-africaines adoptent le standard Pal, comme nombre de pays d'Europe occidentale (en dehors de la France et de la plupart des pays du bloc de l'est, qui utilisent le Sécam). 
Pendant le boycott lancé contre l'Afrique du Sud en raison de sa politique d'apartheid, la plupart des programmes diffusés sont d'origine américaine ou française (Les Brigades du Tigre, Les Chevaliers du ciel, La Dame de Monsoreau) voire des coproductions internationales tournées tout en partie en Afrique du Sud (Pour tout l'or du Transvaal, Sam et Sally, Shaka Zulu, Bonne Espérance), auxquels s'ajoutent des productions locales - essentiellement en afrikaans (Haas Das se Nuus Kas, Oscar in Asblikfontein...). Le 30 mars 1985 voit le lancement d'une troisième chaîne dédiée aux sports (TV4, bientôt rebaptisée Topsport Surplus, puis National Network TV).
La fin de l'apartheid permet de rééquilibrer la représentation des populations noires au sein de la compagnie publique. Mais en 1993, le renouvellement du conseil d'administration de la SABC s'avère difficile, malgré la mise en place, pour la première fois d'une commission indépendante, désignée d'un commun accord par les partis et le gouvernement, pour sélectionner les candidats. En 1996, deux ans après l'arrivée au pouvoir de l'ANC, la South African Broadcasting Company est réorganisée en profondeur,. La télévision nationale est ainsi formée depuis lors de trois chaînes : SABC 1, SABC 2 et SABC 3.

## Chaînes de télévision
- SABC 1 (en anglais et nguni)
- SABC 2 (en anglais, afrikaans, tsonga, venda et sesotho)
- SABC 3 (en anglais)

## Stations de radio
- Springbok Radio (en afrikaans/anglais) - fermée le 31 décembre 1985
- SA FM (en anglais)
- Channel Africa (service extérieur de la SABC ; en plusieurs langues)
- 5FM (en anglais)
- Good Hope FM (en anglais)
- Metro FM (en anglais)
- Radio Sonder Grense (en afrikaans)
- Radio 2000 (en anglais)
- Phalaphala FM (en tshivenda)
- Ukhozi FM (en zoulou)
- Motsweding FM (en setswana)
- Munghana Lonene FM (en tsonga)
- Ligwalagwala FM (en swati)
- Ikwekwezi FM (en ndebele)
- Tru FM (en anglais/xhosa)
- Lesedi FM (en anglais)
- Umhlobo Wenene FM (en xhosa)
- Thobela FM (en pedi)
- X-K FM (en khwe)

## Personnalités liées
- Sarah Kimani
- Mmabatho Ramagoshi
- Redi Tlhabi

## Documents multi-médias
- SABC TV 20 YEARS - the untold story
- SAUK SABC January 1976
- SABC News opening evolution (1976-present)